# Jaffueliobryum williamsii
Jaffueliobryum williamsii là một loài Rêu trong họ Grimmiaceae. Loài này được (Deguchi) Delgad. mô tả khoa học đầu tiên năm 2000.